# USS Idaho (BB-42)
USS Idaho (BB-42) – amerykański pancernik typu New Mexico z okresu II wojny światowej. Był trzecią jednostką serii. Bliźniaczymi okrętami były USS „New Mexico” i USS „Mississippi”. Był czwartym okrętem w historii US Navy, który nosił imię stanu Idaho.

## Historia
Stępkę pod USS „Idaho” położono 20 stycznia 1915 w stoczni New York Shipbuilding w Camden stan New Jersey. Wodowanie okrętu miało miejsce 30 czerwca 1917, a oddanie do służby 24 marca 1919. W swój pierwszy rejs okręt udał się do Brazylii z prezydentem tego kraju na pokładzie. Następnie przez Kanał Panamski udał się do Monterey w Kalifornii, gdzie dołączył do innych okrętów Floty Pacyfiku. Do 1931 okręt regularnie uczestniczył w manewrach, ćwiczeniach i paradach morskich. We wrześniu 1931 przybył na wschodnie wybrzeże, do stoczni Norfolk Navy Yard w celu przeprowadzenia modernizacji. W jej ramach wzmocniono opancerzenie, dodano zabezpieczenia przeciwtorpedowe i zmodernizowano maszynownię okrętu.
W kwietniu 1935 „Idaho” powrócił do swojej bazy w Kalifornii. W czerwcu 1941 ponownie przybył w rejon wschodnich wybrzeży USA, aby patrolować z tamtejszych portów wody Atlantyku. We wrześniu 1941 udał się do Islandii w celu ochrony znajdujących się tam amerykańskich baz wojskowych.